# 和歌山県推薦優良土産品
和歌山県推薦優良土産品（わかやまけんすいせんゆうりょうみやげひん）は、和歌山県の土産品として一定の基準を満たした商品に与えられるもの。

2012年現在、プレミア和歌山という呼称にて「和歌山県優良県産品推奨制度」として制定されている。
- 和歌山県内で生産・製造されたもの
- 安心・安全を重視したもの
- 和歌山らしさ・和歌山ならではのもの

上記3つの観点から、優良な県産品を選定・推奨する制度である。

## 主なメーカー
- 駿河屋

## 代表的商品
- 梅干し
- 那智黒
- 柿の葉寿司
- 金山寺味噌
- つりがねまんじゅう
- 本ノ字饅頭
- かげろう
- 和歌浦煎餅
- うすかわ饅頭
- 湯浅醤油
- 胡麻豆腐
- 小鯛雀寿司
- めはりずし
- なれずし
- さんまずし